# Arroyo Ipané
El arroyo Ipané o Paraíso es un curso de agua perteneciente a la provincia de Misiones, Argentina que desagua en el río Uruguay.
Nace en la Sierra de Misiones cerca de la localidad de Fracrán en el departamento Guaraní y se dirige con rumbo sur hasta desembocar en el río Uruguay cerca de la localidad de Puerto Paraíso. 
Su cuenca pertenece al ecosistema de la selva paranaense y está protegida en casi su totalidad por la Reserva de la biosfera Yabotí y el  refugio Premida.
Sus principales afluentes son los arroyos Socorro, La Liana y Bonito por la margen derecha y el arroyo Canal Tuerto por la margen izquierda.
- Datos: Q5705702